# Palio de Siena

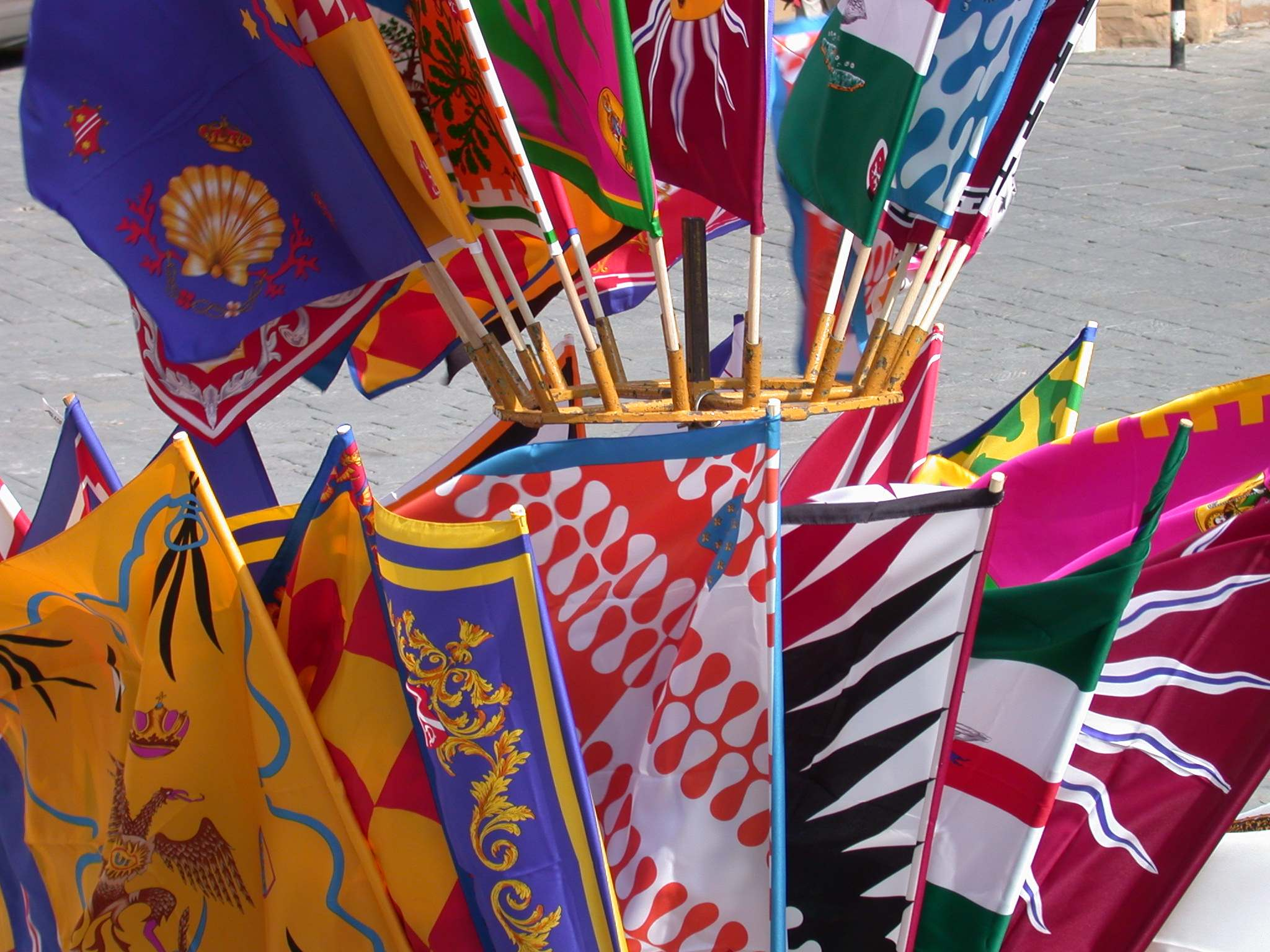
Banderines de los barrios en frente a un negocio como souvenir.

El Palio de Siena (Palio di Siena) es una carrera de caballos que enfrenta a las contradas o distritos de la ciudad de Siena, Italia. De origen medieval, la competición se desarrolla dos veces al año: el 2 de julio se corre el Palio di Provenzano (en honor a la Virgen de Provenzano) y el 16 de agosto el Palio dell'Assunta (en honor de la Asunción de la Virgen). 
En ocasiones excepcionales, como fue la llegada del hombre a la luna, o aniversarios entendidos como relevantes y pertinentes, como el centenario de la Unificación de Italia, la comunidad de Siena puede decidir efectuar un Palio extraordinario, a celebrar entre mayo y septiembre.
La carrera tiene lugar en la céntrica Piazza del Campo de Siena.
La Real Academia Española da dos definiciones para el término: 'palio', que tienen relación con la carrera: 
Palio: 6. m. Paño de seda o tela preciosa, que se ofrecía como premio al vencedor en determinados juegos de carrera. 
Correr el palio. 1. loc. verb. Participar en los juegos de carrera en cuya meta se ponía como premio un palio de seda.

## La historia del Palio
Según algunas fuentes, fue en recuerdo de la batalla de Montaperti, que ponía fin al peligro florentino, por lo que los sieneses decidieron iniciar el Palio, considerado hoy una de las fiestas históricas más importantes de Italia.
La historia del Palio de Siena es más articulada y compleja, ya que hunde sus propias raíces en una época aún más remota. En las ciudades italianas de los siglos XII y XIII era usual organizar carreras de caballos, fuera como espectáculo público, fuera como competición entre las diversas caballerizas de sus ciudadanos. A este origen se conjugan idealmente las diversas evocaciones históricas que todavía se desarrollan en Italia. Pero este tipo de Palio no es el progenitor directo de la competición sienesa actual.
Paralelamente a los palios de los nobles, los ciudadanos de Siena comenzaron a organizar, más o menos espontáneamente, diferentes tipos de competiciones. Se recuerdan, a partir del Siglo XV, Palios regionales, carreras de búfalos, corridas de toros, una especie de boxeo, Juego de la Elmora, Juegos de San Giorgio, carreras de burros, juegos de pelota, etc. Muchas de estas competiciones eran precedidas por cortejos, representaciones alegóricas o carros triunfales con temas mitológicos griegos.

Noticias de palios han atravesado todo el siglo XV y XVI, pero en algunos casos es difícil entender si las crónicas se referían a palios de nobles (Palio alla lunga) o a palios alla tonda.

La organización de base regional de la fiesta y de las comunidades tiene su origen, probablemente, en el tipo de organización territorial de las compañías militares que caracterizaba el ejército sienés medieval. Cuando no había guerra, esta organización se volcaba en la competición en los juegos ya citados.

Sobre esta organización interclasista han sido hechas también interpretaciones de tipo antropológico, relativas al carácter territorial de la organización social sienesa, opuesto a aquel clasista más difundido, por ejemplo, en los países anglosajones.

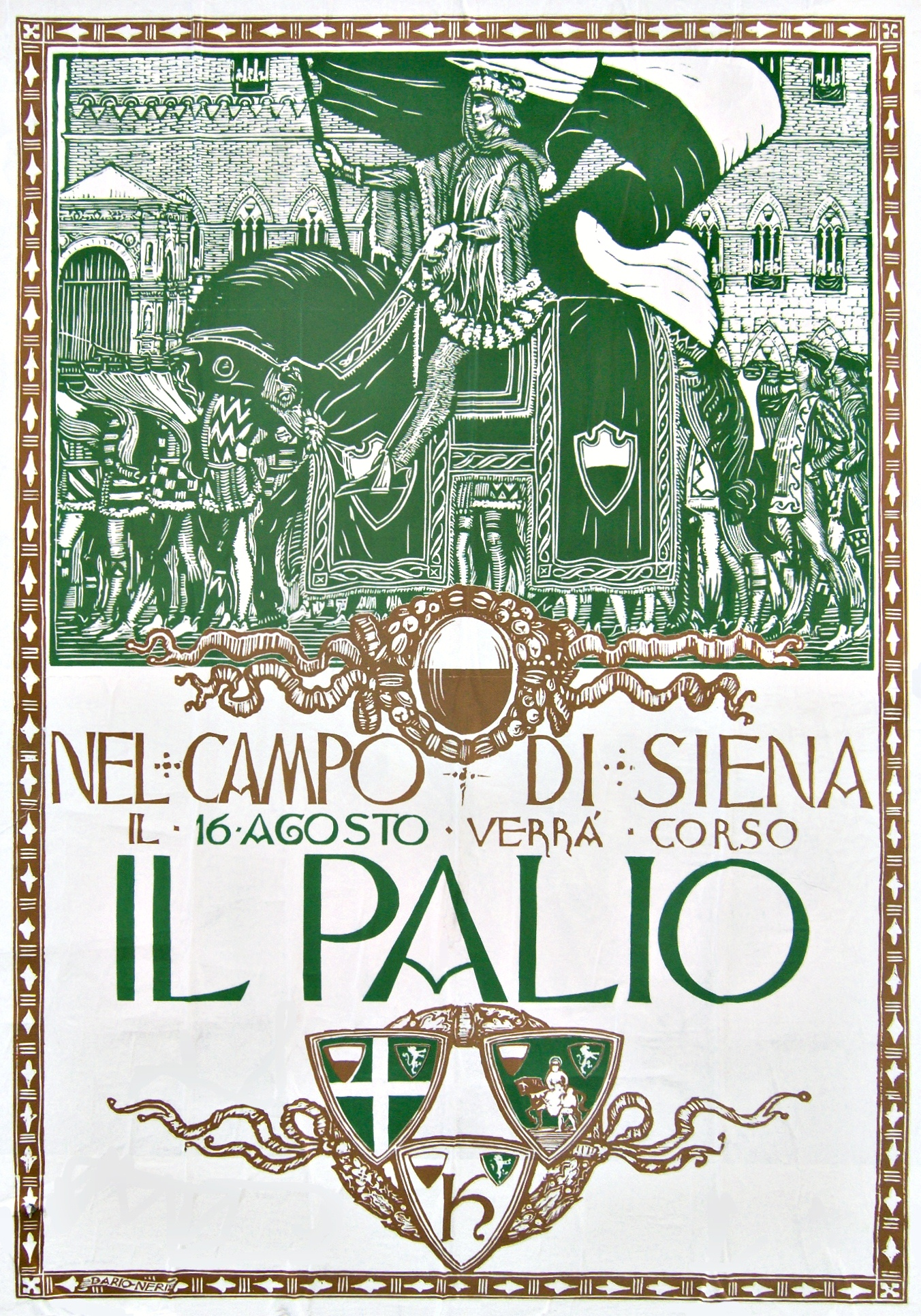
La propaganda que convoca al Palio.

La carrera del Palio toma su nombre, y no solo en Siena, del premio: el Palio, del latín pallium (mantel de lana), era un tipo de tela muy apreciado, que se usaba en distintos ámbitos. En Siena, en general, era destinado a la iglesia de la contrada ganadora. Podía ser utilizado como adorno para la misma iglesia, o para otros usos análogos. Un pallium quincuacentenario parece haber decorado hasta no hace muchos años el altar de la iglesia de San Giuseppe, de la contrada Capitana dell'Onda.
Esto se debía a que las contradas se apoyaban para su unión en las parroquias o en las compañías laicas que sostenían y soportaban las órdenes religiosas. Es comprensible cómo, en caso de victoria, el premio era regalado a la iglesia regional, fuera por reconocimiento, fuera por devoción.
Otra posibilidad era la restitución del premio a la comunidad cívica en cambio de su valor en dinero. En este caso el importe podía ser usado, por ejemplo, para hacer de dote para las jóvenes con menos recursos de la contrada o para otros asuntos de utilidad común.
Desde el siglo XVIII se afirma la idea del Palio-dipinto (el más antiguo es el conservado en el museo de la contrada del Aquila, ganado el 2 de julio de 1719) y solo después de la Segunda Guerra Mundial para pintarlo no son solo llamados los artesanos de Siena sino pintores de fama nacional e internacional.
Entre los variados espectáculos y competiciones, en el Siglo XVI, se va lentamente afirmando el Palio alla tonda, ese que conocemos hoy día. Esto se acentúa después de 1555, año en que se termina la guerra de Siena y la ciudad, destruida, se cierra en sí misma ahogando el peso de la pérdida de la libertad en los juegos y en las celebraciones en su interior.
El elemento desencadenante del Palio moderno se encuentra probablemente en un episodio ocurrido durante la ocupación florentina y española de la ciudad. Hacia el fin del siglo XVI una famosa Piedad conservada en un tabernáculo en la región donde había habitado Provenzano Salvani, que se decía haber sido puesta en su lugar por Santa Catalina tres siglos antes, fue ultrajada por un soldado español. Quizás debido al alcohol, disparó a la estatua, muriendo a causa de la explosión de su propio arcabuz.
Era el 2 de julio y, para conmemorar el milagro hecho por la Virgen protectora de Siena en contra los ocupantes, los ciudadanos comenzaron año tras año a celebrar con siempre mayor pompa el aniversario. Entre las varias celebraciones, fue natural incluir una carrera del Palio. En el 1611 fue también construida la Basilica di Provenzano que custodia aún hoy aquello que queda de la imagen sacra ultrajada, la Madonna di Provenzano.
Esta carrera difería de las otras organizadas espontáneamente en otras ocasiones: 
- Participaban las contradas (por ende el pueblo) y no los nobles;
- Se corría en Piazza del Campo alla tonda y no por las calles de la ciudad alla lunga (organizado por la nobleza) o en una región específica.

Debemos presuponer que experimentos de este tipo de carrera fueron hechos anteriormente, pero es solo al inicio del siglo XVII que el Palio moderno se afirma en el gusto lúdico de los sieneses.
Desde el 1656 la Comuna de Siena (Balia por entonces) se hace cargo de la organización del Palio, consolidando esta fiesta. Los costos del Palio estarán a cargo de la aristocracia hasta el 1836.
Los testimonios de la comunidad sienesa relativas a la realización del Palio existen desde el 1659 y es entonces desde este año que se cuentan las victorias "oficiales" de las contradas por parte de la Comuna. Los registros de las victorias anteriores a este año son considerados atendibles solo si se apoyan en documentos conservados por el barrio o por investigaciones históricas profundas.
En el 1701 se comienza a correr, de manera intermitente porque todavía es espontánea, el Palio dell'Assunta. La fecha del 16 de agosto parece en este caso 'anómala' en cuanto sucesiva al día de fiesta de la Asunción de la Virgen. Se elige este día ya que los otros días canónicos de las fiestas de agosto, el 14 y el 15, en Siena estaban ocupados, respectivamente, por el Corteo dei Ceri e dei Censi y por la fiesta de la Asunción, que culminaba en el Palio alla lunga. Este último irá perdiendo poco a poco su importancia hasta ser abolido al inicio del Siglo XIX, en acompañamiento con la propagación de las ideas de la Revolución francesa y la consecuente pérdida de la centralidad de la clase nobiliaria.
Este nuevo Palio de agosto era al comienzo, una prolongación de los festejos del barrio ganador del Palio de julio, que lo organizaba 
a expensas propias cuando era económicamente posible, de aquí la intermitencia. Desde el 1802 sigue la misma suerte de aquel de julio, comenzando a ser organizado por la ya constituida comuna de Siena moderna.
En 1729, la gobernadora de Siena Violante di Baviera estableció los confines de las contradas. A causa de incidentes ocurridos en los años precedentes, decreta que no puedan participar más de 10 contradas por vez.
Con pocas correcciones y remodelaciones, estas son aún hoy e ininterrumpidamente las fechas en cuales se corre el Palio desde hace cientos de años.
Es el ayuntamiento de Siena el que organiza el Palio, el que administra el aspecto económico y la justicia paliesca (eventualmente sanciona a jinetes o contradas que violen el reglamento paliesco): el Palio se autofinancia por la comunidad sienesa y no prevé (ni aceptaría) algún tipo de esponsorización, como se puede ver en las imágenes de la carrera, en las cuales no aparecen nunca carteles ni escritos publicitarios.
Contrariamente a aquello que parece ser la idea más difundida fuera de Siena, el mecanismo del Palio, guiado por un Reglamento oficial, es remodelado continuamente.

De esta forma, el Palio se actualiza y se adapta a la realidad circundante. No se explicaría de otra forma su longevidad y la participación popular que los sieneses todavía hoy infunden en la Fiesta.

## Contradas
Actualmente, las diecisiete contradas de Siena son: 
| - Aquila (Águila) - Bruco (Oruga) - Chiocciola (Caracol) - Civetta (Lechuza) - Drago (Dragón) - Giraffa (Jirafa) | - Istrice (Puercoespín) - Leocorno (Unicornio) - Lupa (Loba) - Nicchio (Concha) - Oca (Oca) - Onda (Ola) | - Pantera (Pantera) - Selva (Selva) - Tartuca (Tortuga) - Torre (Torre) - Valdimontone (Valle del carnero) |

La actual división de barrios fue establecida en 1729, cuando Violante de Baviera definió los límites de cada uno de ellos, suprimiendo las contradas del Gallo (gallo), Leone (león), Orso (oso), Quercia (roble), Spadaforte (espada-fuerte) y Vipera (víbora). Durante el cortejo histórico previo a la carrera, seis jinetes representan estas seis contradas desaparecidas.

## El Palio
La carrera, una de las más antiguas del mundo, se desarrolla en la plaza central de Siena, Piazza del Campo.
En cada Palio participan solo diez contradas entre las diecisiete totales, elegidas a suerte y según un turno que va de julio a julio y de agosto a agosto. El mecanismo es el siguiente:
- Corren por derecho las siete contradas que no han corrido el Palio correspondiente del año anterior.
- Un mes antes del Palio (el domingo último de mayo para el Palio de julio y el primero después del Palio de julio para el Palio de agosto) son elegidas a suerte tres contradas que van a completar la serie de diez.
- Las otras siete son elegidas para establecer el orden de fila en el Cortejo histórico y participarán por derecho en el Palio correspondiente al año siguiente (manteniendo este orden de elección).

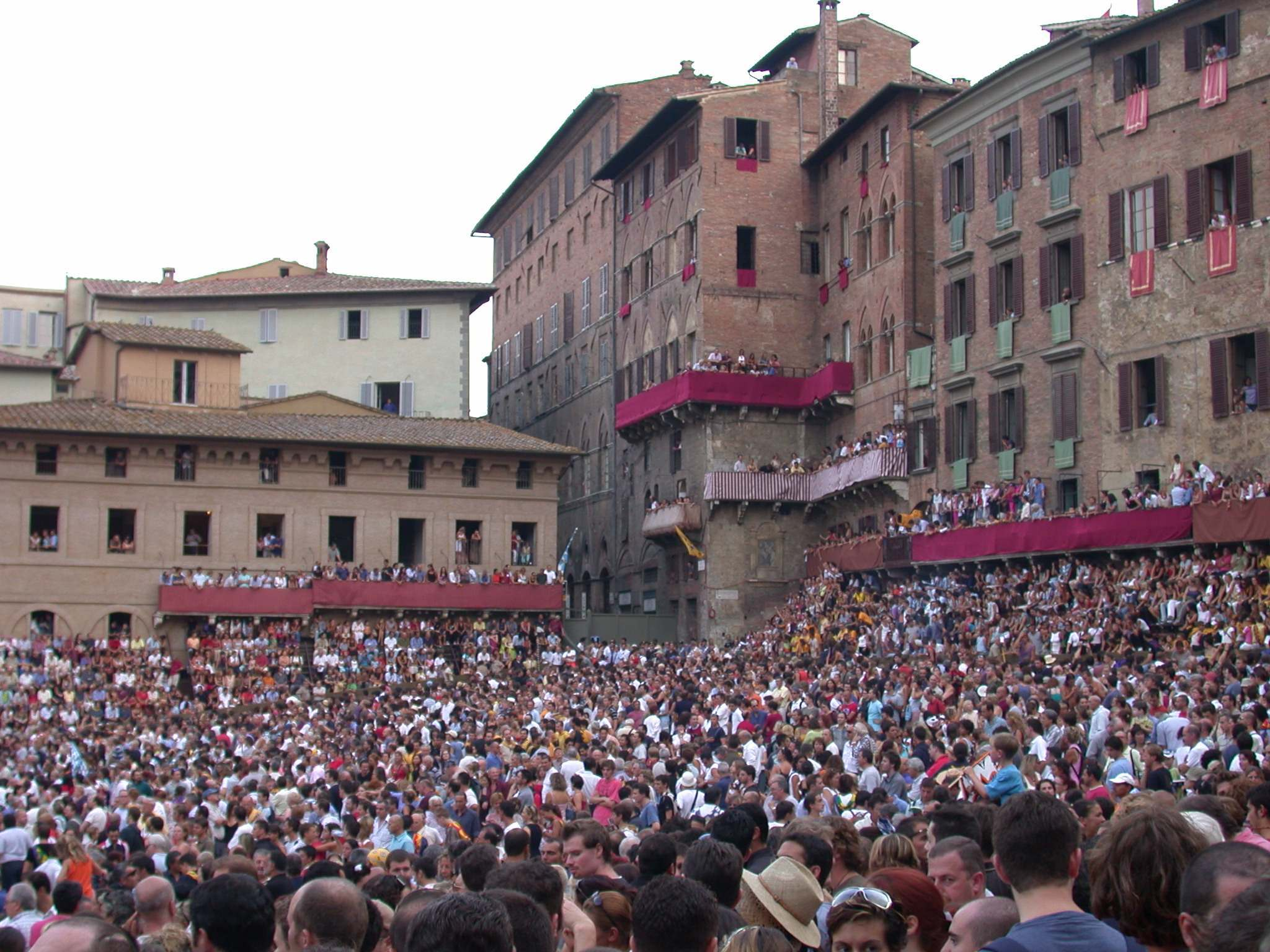
La tensión antes de la competición en la Piazza del Campo.

El Palio es ganado por el caballo, con o sin jinete, que haya cumplido primero las tres vueltas a la plaza en el sentido horario (la tradición dice siempre y cuando este lleve en la frente la spennacchiera, o sea la escarapela con los colores del barrio para el cual está corriendo; en realidad esta tiene solo un valor decorativo y de ayuda visual, ver el art. 70 del Reglamento del Palio). La largada o mossa se encuentra a la altura del pasaje de la Costarella dei Barbieri. La línea de llegada, señalada por un banderín, está en la misma zona, sin coincidir exactamente con la línea de salida. El premio para el barrio es el palio, drappellone o cencio, estandarte rectangular de seda pintado y sostenido verticalmente sobre un asta blanca y negra y montado en un plato de plata con dos penachos blancos y negros que descienden lateralmente. El palio queda de propiedad del barrio, así como el asta y los penachos. El plato es devuelto a la Comuna de Siena antes de los dos Palios del siguiente año, después de haber inscrito el nombre del barrio y la fecha de la victoria en la parte posterior. Existe un plato de plata para el palio de julio y otro para el palio de agosto. Los platos se renuevan cada diez años.
En la tarde anterior a la carrera, desde la catedral hasta la plaza se desarrolla el paseo histórico, durante el cual desfilan, al ritmo de la Marcha del Palio, los mazzieri, los figuranti y los caballeros representantes del ayuntamiento y las instituciones históricas ciudadanas como las comparsas de las contradas, los cuales ponen las monturas (vestidos) con los colores del propio barrio, la Patria de los sieneses.
Después del cortejo histórico (a las 19:30 en julio, a las 19:00 en agosto), los jinetes se acercan a la mossa saliendo desde el Entrone, la entrada de la corte del Palacio comunal, y van hacia la zona de la salida. En este punto, el Mossiere, juez único de la validez de la partida y situado en un palco llamado verrocchio, recibe una hoja que contiene el orden de alineamiento en los canapi, dos cuerdas largas que limitan la zona de partida. Para acceder a la zona limitada por los canapi, la cuerda posterior es más corta y está sujeta por un mecanismo llamado verrocchino; de esta manera se deja un espacio a través del cual los caballos - hasta el noveno - pueden entrar y aquel sorteado como la rincorsa puede determinar el momento de partida (ver debajo). El orden es secreto hasta el último momento y viene determinado con un mecanismo automático: el orden de la mossa es conocido solo pocos minutos antes de estas operaciones por tres Diputados de la Fiesta, los fiduciarios de la Comuna nominados de Palio en Palio, garantes y responsables del correcto desarrollo de la fiesta.

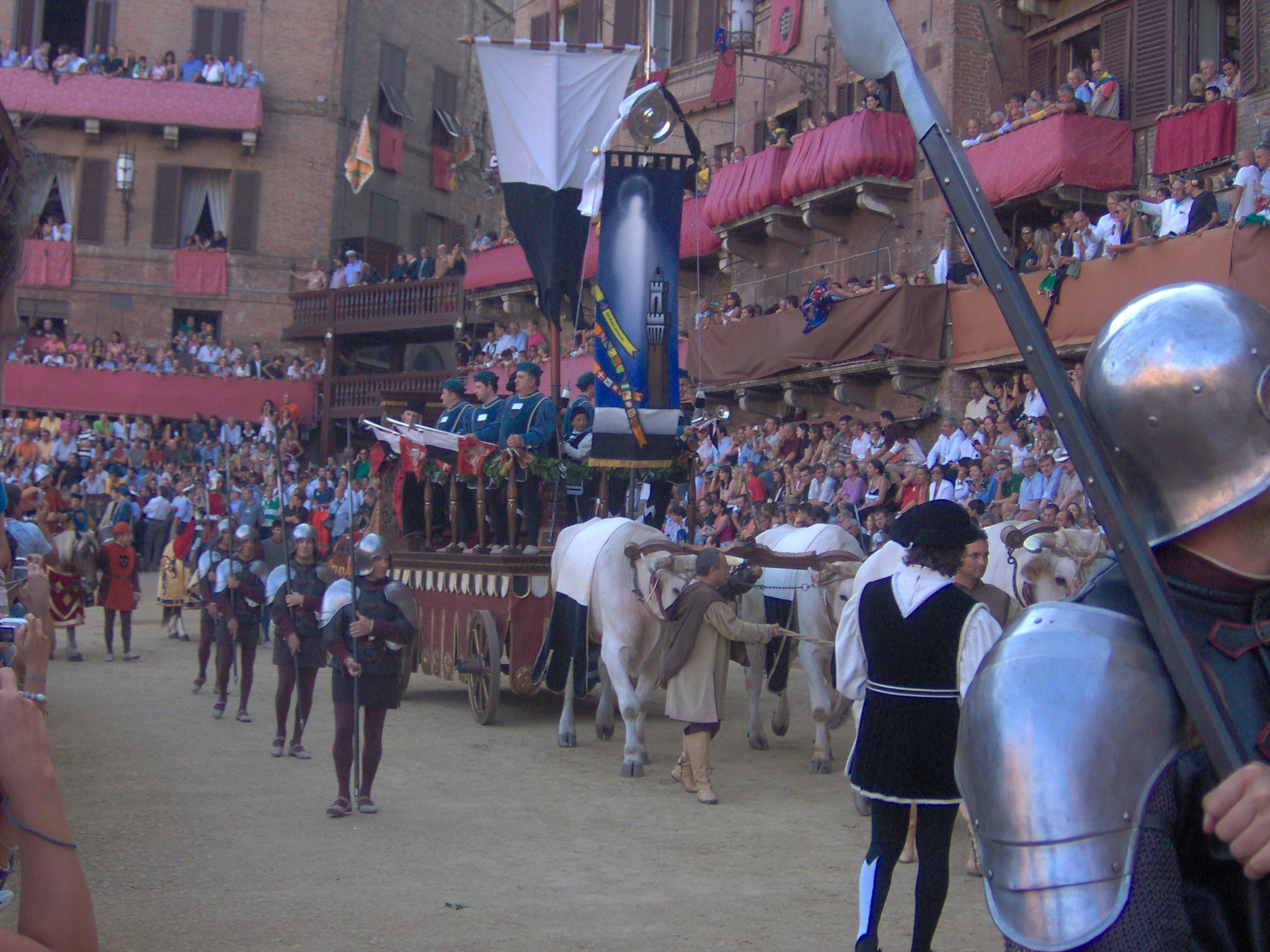
El carro que transporta el Palio dell'Assunta (2006).

La carrera, en ese momento, podrá iniciarse cuando los primeros nueve caballos estén alineados frente al canape: solo en ese momento la rincorsa (el jinete que cabalga el último caballo sorteado) podrá entrar entre los canapi al galope y dar lugar a la carrera. La capacidad del mossiere está en lograr percibir esta intención y desenganchar con un pedal el canape anterior con el tiempo justo.

Es común que estrategias, cruces, tentativas de lograr acuerdos hagan a las fases de la mossa absolutamente incomprensibles a los profanos del Palio. Raramente la partida viene en pocos minutos.
Estas complicadas operaciones de partida usualmente resultan muy largas y se pueden atrasar aún hasta la caída de la tarde, aumentando así la dificultad de una carrera que se corre a pelo, es decir, sin la ayuda de montura alguna.
Al final el jinete ganador recibirá honores y gloria, no se llevará más que la riqueza de la victoria, mientras que el barrio para el cual corrió podrá erguirse sobre los otros gracias a la victoria obtenida, al menos hasta el siguiente Palio.
Honores y gloria irán también al caballo vencedor, en especial modo en el caso de una victoria de caballo scosso, es decir, sin jinete. En todo caso, el caballo será el huésped de honor en la cena de la victoria que se desarrolla en las últimas semanas de septiembre en las calles y en las plazas de la región ganadora de julio, la primera semana de octubre para la región vencedora del Palio de agosto.

### Vencedores de las últimas carreras
- 2 de julio de 2010: Contrada della Selva con Silvano Mulas llamado Voglia con Fedora Saura.
- 16 de agosto de 2010: Contrada della Tartuca con Luigi Bruschelli llamado Trecciolino con Istriceddu.
- 2 de julio de 2011: Nobile Contrada dell'Oca con Giovanni Atzeni llamado Tittìa con Mississippi.
- 16 de agosto de 2011: Imperiale Contrada della Giraffa con Andrea Mari llamado Brio con Fedora Saura.
- 2 de julio de 2012: Contrada Capitana dell'Onda con Luigi Bruschelli llamado Trecciolino con Ivanov.
- 16 de agosto de 2012: Contrada di Valdimontone con Jonatan Bartoletti llamado Scompiglio con Lo Specialista.
- 2 de julio de 2013: Nobile Contrada dell'Oca con Giovanni Atzeni llamado Tittìa con Guess.
- 16 de agosto de 2013: Contrada Capitana dell'Onda con Giovanni Atzeni llamado Tittìa con Morosita Prima.
- 2 de julio de 2014: Contrada del Drago con Alberto Ricceri llamado Salasso con Oppio.
- 16 de agosto de 2014: Contrada Priora della Civetta con Andrea Mari llamado Brio con Occolè.
- 2 de julio de 2015: Contrada della Torre con Andrea Mari llamado Brio con Morosita Prima.
- 17 de agosto de 2015: Contrada della Selva con Giovanni Atzeni llamado Tittìa con Polonski.
- 2 de julio de 2016: Contrada della Lupa con Jonatan Bartoletti llamado Scompiglio con Preziosa Penelope.
- 16 de agosto de 2016: Contrada della Lupa con Jonatan Bartoletti llamado Scompiglio con Preziosa Penelope.
- 2 de julio de 2017: Imperiale Contrada della Giraffa con Jonatan Bartoletti llamado Scompiglio con Sarbana.
- 16 de agosto de 2017: Contrada Capitana dell'Onda con Carlo Sanna llamado Brigante con Porto Alabe.
- 2 de julio de 2018: Contrada del Drago con Andrea Mari llamado Brio con Rocco Nice.
- 16 de agosto de 2018: Contrada della Lupa con Giuseppe Zedde llamado Gingillo con Porto Alabe.
- 20 de octubre de 2018: Contrada della Tartuca con Andrea Coghe llamado Tempesta con Remorex (scosso sin jinete).
- 2 de julio de 2019: Imperiale Contrada della Giraffa con Giovanni Atzeni llamado Tittìa con Tale e quale.
- 16 de agosto de 2019: Contrada della Selva con Giovanni Atzeni llamado Tittìa con Remorex (scosso sin jinete).
- 2 de julio de 2022: Contrada del Drago con Giovanni Atzeni llamado Tittìa con Zio Frac.
- 17 de agosto de 2022: Contrada del Leocorno con Giovanni Atzeni llamado Tittìa con Violenta da Clodia.
- 2 de julio de 2023: Contrada della Selva con Giovanni Atzeni, llamado Tittìa con Violenta da Clodia. Quinta victoria consecutiva del fantino.
- 16 de agosto de 2023: Nobile Contrada dell’Oca con Carlo Sana, llamado Brigante, con Zio Frac. (scosso sin jinete)
- 4 de julio de 2023: Contrada Capitana dell'Onda con Carlo Sana, llamado Brigante, con Tabacco.
- 17 de agosto de 2023: Contrada della Lupa con Dino Pes, llamado Velutto, con Benitos.

## Protestas de las asociaciones protectoras de animales

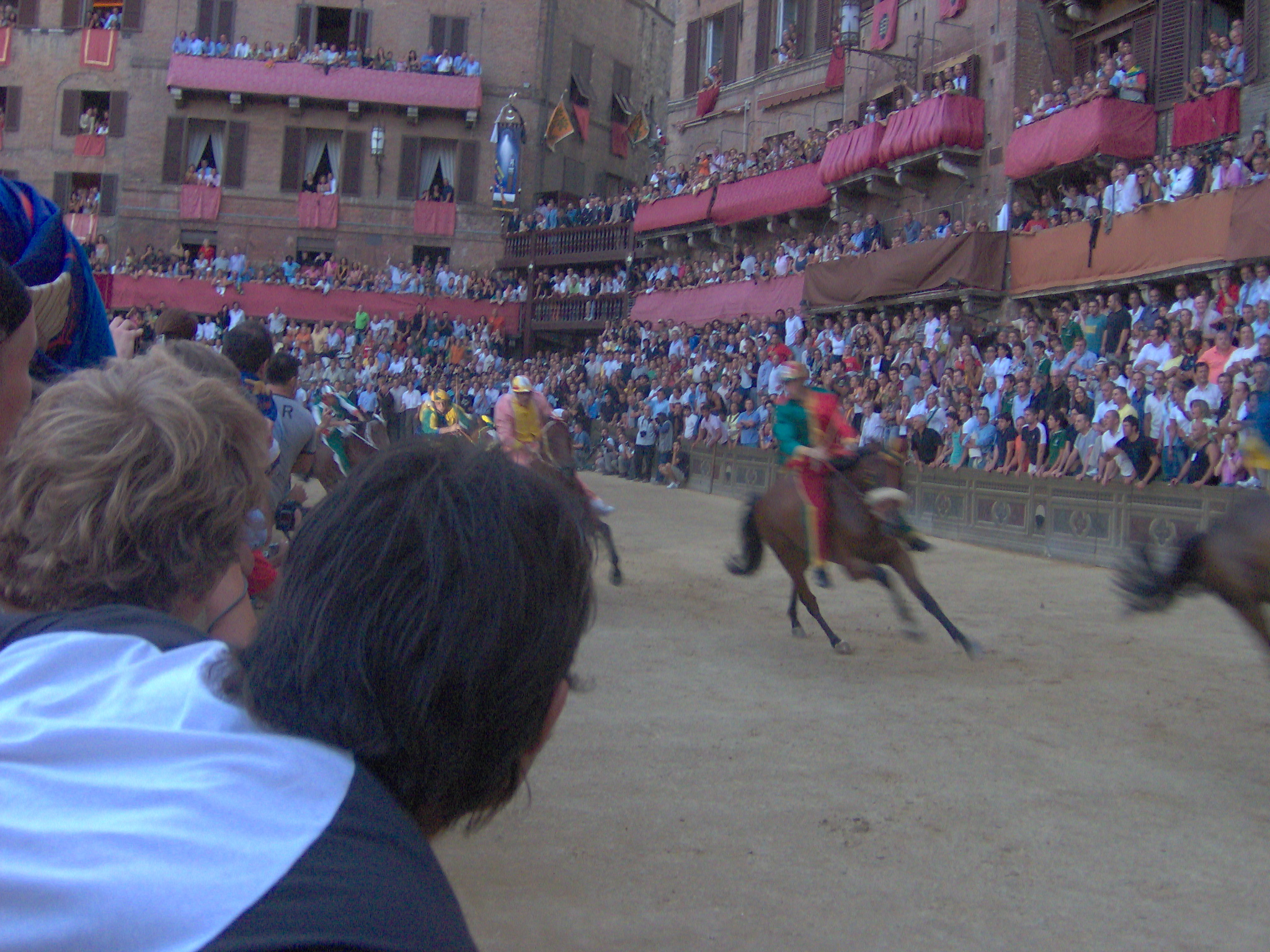
El desarrollo de la Carrera.

En los últimos años se han levantado protestas por parte de las asociaciones protectoras de animales y algunos médicos veterinarios, debido a los malos tratos que sufren los caballos y los accidentes durante la carrera que provocan fuertes caídas y en algunos casos causan la muerte del animal. Esas protestas se repiten después de cada accidente. La última vez en ocasión del accidente ocurrido en 2004 al caballo de la contrada del Bruco, Amoroso, que chocó contra la columna de la curva de San Martín por una brusca maniobra hecha por el jinete.
Los cálculos porcentuales de accidentes causados por el Palio varían mucho según quién los haga. Ambos datos tienen en cuenta las ediciones corridas desde el 2 de julio de 1970 hasta 2004. Los protectores de animales, con un método cuestionado por los que apoyan el Palio, dan una frecuencia de accidentes de 64,86%. En cambio, los cálculos efectuados por los partidarios del Palio, contestando a los protectores de animales, dan un porcentaje del 2,05%.
Los datos usados por el primer grupo dicen que desde 1970 hasta 2005, han muerto 47 caballos, considerando tanto a los heridos durante la competición y rematados ante las cámaras de televisión, como los muertos tras intervenciones quirúrgicas. Los datos empleados por los partidarios del Palio consideran solamente los caballos muertos en la Plaza del Campo.
Para aplacar las protestas, a partir de 2000 el Municipio ha adoptado nuevas medidas para garantizar la buena salud de los caballos, como el uso de altas protecciones en PVC sustituyendo los viejos colchones colocados sobre la curva de San Martín. Desde el año 2005 se estudian barandillas también en la curva del Casato, pero por ahora no se ha llegado a un acuerdo satisfactorio con los gestores de los palcos (concesiones del Municipio), que deberían desplazar la posición de los espectadores medio metro sobre las tribunas y por lo tanto disminuir los puestos disponibles. En el área de la plaza se han introducido dos áreas de socorro reservadas a la Misericordia y a la Cruz Roja dentro de las esquinas de las dos curvas más peligrosas, la curva de San Martín y la curva del Casato, donde en el pasado tal vez los espectadores, acercándose para ver mejor la carrera, habían provocado la caída de caballo y jinete, que en aquellos puntos han procurado siempre acortar estas trayectorias, tal vez demasiado peligrosas. Por otro lado, el fondo de la pista ha sido cambiado con una mezcla de piedras, monitorizada para verificar la humedad y compactación. Han sido introducidos también donaciones de sangre para el campeón de los caballos, otra regla más restrictiva sobre su selección (en particular en lo relativo a los Pura sangre); los protectores de animales acusan que tales actividades sanitarias son todavía funciones de la Comuna y no de la relativa ASL (Azienda Sanitaria Locale/Hacienda Sanitaria Local) de competencia.
En este clima, en 2001 la LAV ha pedido a la secretaría del Palio di Siena (Comuna) abundancia de los aprovisionamientos relativos a los caballos retirados y de otros actos relativos al Palio, pero la Comuna se ha negado de proveerla.
El trazado y los caballos utilizados, al parecer de las organizaciones protectoras de animales, configurarían el crimen de maltrato de animales. En este sentido se han presentado varias denuncias a la Autoridad Judicial. Siempre al parecer de unas organizaciones protectoras de animales, la carrera sería privada de las autorizaciones necesarias, de hecho no alcanzaría que el alcalde de Siena no pida nunca el permiso de organizar la competencia; también porque parecería no sentirse necesario de hacerlo, siendo el Palio, no una simple carrera, sino una secular tradición histórica popular que tiene sus raíces en la antigua República de Siena. Es, de cualquier modo, disciplinada y protegida por normativas propias (de otra forma parece que la Comuna de Siena recientemente se está moviendo para hacerlo entrar a todos los efectos en el patrimonio histórico inmaterial de la Unesco). Desde el punto de vista jurídico, es seguramente inverosímil la posibilidad de detener la carrera con la Fuerza Pública, en vista de  la convulsión popular y teniendo en cuenta la relación recíproca de colaboración y participación de la Fuerza Pública con las instituciones ciudadanas (comunal y barriales), para garantizar el mantenimiento del orden público y el regular desarrollo de la fiesta. Así, las Organizaciones Protectoras de Animales en los últimos años están tratando de convencer a la población de ver la carrera desde el punto de vista que dichas organizaciones sostienen, la del caballo.
Tentativa vana del todo, debido a que todo el pueblo sienés, intensamente ligado a la propia tradición histórica del Palio, se ha mantenido siempre compacto al enfrentar y combatir contra cualquier ataque externo a la fiesta. Los sieneses declaran gran amor por los caballos, que consideran los protagonistas absolutos del Palio, y es su opinión que los ataques contra la fiesta son completamente injustificados y dictados usualmente por el escaso conocimiento de la realidad de Siena de parte de quienes los conducen. De hecho, siempre según los sieneses, Siena sería una entre las primeras ciudades de Italia en preocuparse de la tutela y del respeto del caballo: utilizando cualquier acogimiento y precaución posible para reducir a cero los incidentes durante la carrera; disponiendo de pensiones para los caballos, donde los animales eventualmente desafortunados pueden rehabilitarse inmersos en la naturaleza, en praderas verdes y donde los caballos muy viejos (que en otros lugares serían sacrificados) pueden pasar sus últimos años de vida en absoluta tranquilidad.
Queda por agregar que en Siena los posibles infortunios a los caballos son curados desde hace 15 años con métodos absolutamente de vanguardia – que encuentran solo hoy aplicaciones en pocos hipódromos, donde los accidentes están a la orden del día. Se puede razonablemente sospechar que un accidente en el Palio constituye una excelente caja de resonancia para los periodistas y personajes en busca de fama; una fama que no encontrarían hablando de las carreras hípicas normales.

## Curiosidades
- La Plaza del Campo, durante el desarrollo del palio, llega a contener hasta 70.000 espectadores; vale decir que esta cantidad equivale a un 130% de la población sienesa.
- El barrio de Valdimontone, a pesar de que sus colores sean amarillo, rojo y blanco, tiene la habitud de correr el palio con la chaqueta del jinete de color amarillo y rosa. Este uso, documentado hacia fines del siglo XVIII, fue formalizado en 1833 para evitar confusiones con el barrio de Chiocciola, cuyos colores (amarillo, rojo y azul) son casi idénticos.
- El Palio de Siena es fruto de inspiración de tres historietas o tebeos de Disney: Maese Pato y la Gruta de Eolo y El Señor Pato y Lorenzo el Magnífico, de Guido Martina y Giovan Battista Carpi, y Ratoncito en el de Siena.
- El Palio de Siena es el centro del éxito editorial de Fruttero & Lucentini, El Palio delle contrade morte.

## Terminología
En el Palio está en uso desde tiempos inmemorables una terminología específica para definir los diversos protagonistas o momentos de la carrera.
- Alfiere: el banderillero de un barrio;
- Bandierino: el punto de llegada de la carrera;
- Barbaresco: la persona encargada de la vigilancia del caballo;
- Barbero: el caballo de carrera, pero la también un tradicional juego de madera coloreado con las insignias de las contradas;
- Bombolone: caballo muy fuerte;
- Brenna: caballo considerado incapaz;
- Canapi: indica las cuerdas que delimitan la zona de la mossa, pero también el periodo anterior a la largada, proverbialmente largo y cargado de tensión (estar fra i canapi / entre los canapi;
- Capitano: la persona que, durante el periodo del Palio, es plenipotenciario de la gestión del barrio;
- Cappotto: cuando un barrio logra vencer en el mismo año ambos Palios;
- Carriera: la carrera;
- Carroccio: el carro tirado por búfalos que durante el cortejo histórico transporta el palio;
- Cencio: el palio (la tela que gana el vencedor);
- Comparse: los representantes disfrazados de un barrio que participan en el cortejo histórico;
- Cuffia: el símbolo metafórico del barrio nonna;
- Drappellone: el palio;
- Duce: figura evocada en el cortejo histórico, representa al comandante de las compañías militares de las antiguas contradas medievales. Actualmente es solo una figura representativa, sin ningún poder;
- Fantino: cada uno de los jinetes que participan en la carrera;
- Mangino: el brazo derecho del Capitano del barrio, que junto a este organiza los partiti para el barrio durante el Palio;
- Marcia del Palio: antiguo himno que acompaña la procesión histórica que precede al Palio di Siena, interpretado por los músicos del Palacio mientras las trompetas del Municipio tocan los toques de la fiesta en los calrines de plata.
- Masgalano: plato de metal precioso que se entrega al barrio que haya hecho la mejor actuación en el cortejo histórico. En la práctica consiste en un premio a los alfieri más hábiles;
- Montura: indica la ropa, inspirada en la época renacentista, utilizada por la comparsa de las diversas contradas durante el cortejo histórico que precede a la carrera;
- Mossa: indica el inicio de la carrera propiamente dicha, pero también el punto de la plaza desde donde sale la carrera;
- Mossiere: el personaje designado a reglamentar la mossa de la carrera;
- Nerbata: la utilización del nerbo contra un jinete adversario;
- Nerbo: el tendón seco de vaca usado por los jinetes para fustigar, el látigo;
- Nonna: el barrio que no gana el Palio desde hace más tiempo;
- Palio: el término puede emplearse para indicar la carrera de los caballos, pero también la tela otorgada al vencedor de la carrera;
- Partiti: los acuerdos, más o menos secretos, entre las diversas contradas para la victoria del Palio;
- Passeggiata: el cortejo histórico;
- Priore: en casi todas las contradas, con este título se designa a la persona electa a la cabeza del barrio por todo el año. En el barrio Bruco se llama Rettore(rector) mientras que en el Oca se le dice Governatore(gobernador);
- Rincorsa: la posición de partida del décimo caballo, situado fuera del espacio delimitado por los canapi. Debido a que es justamente la entrada del décimo caballo en los canapi la que determina la largada de la carrera, esta posición es considerada favorable, sea por la victoria, sea por favorecer (o desfavorecer) a la fin a un barrio;
- Scosso: el caballo que se deshace del jinete;
- Soprallasso: el caballo, de escaso valor, que el jinete monta durante el cortejo histórico;
- Spennacchiera: indica la escarapela con los colores del barrio de pertenencia, colocada sobre la frente del caballo;
- Steccato: las barreras de madera que delimitan internamente la pista. La posición de largada a allo steccato indica las posiciones más internas consideradas comúnmente entre las más favorables para la victoria de la carrera;
- Tratta: la elección y la asignación a las contradas (por sorteo) de los caballos para la carrera; tiene lugar el 29 de junio para el Palio di Provenzano y el 13 de agosto para aquel  dell'Assunta;
- Verrocchio: palco situado apenas sobre la zona de la mossa, desde donde el mossiere gestiona las operaciones relativas a la largada.

## Fotografías

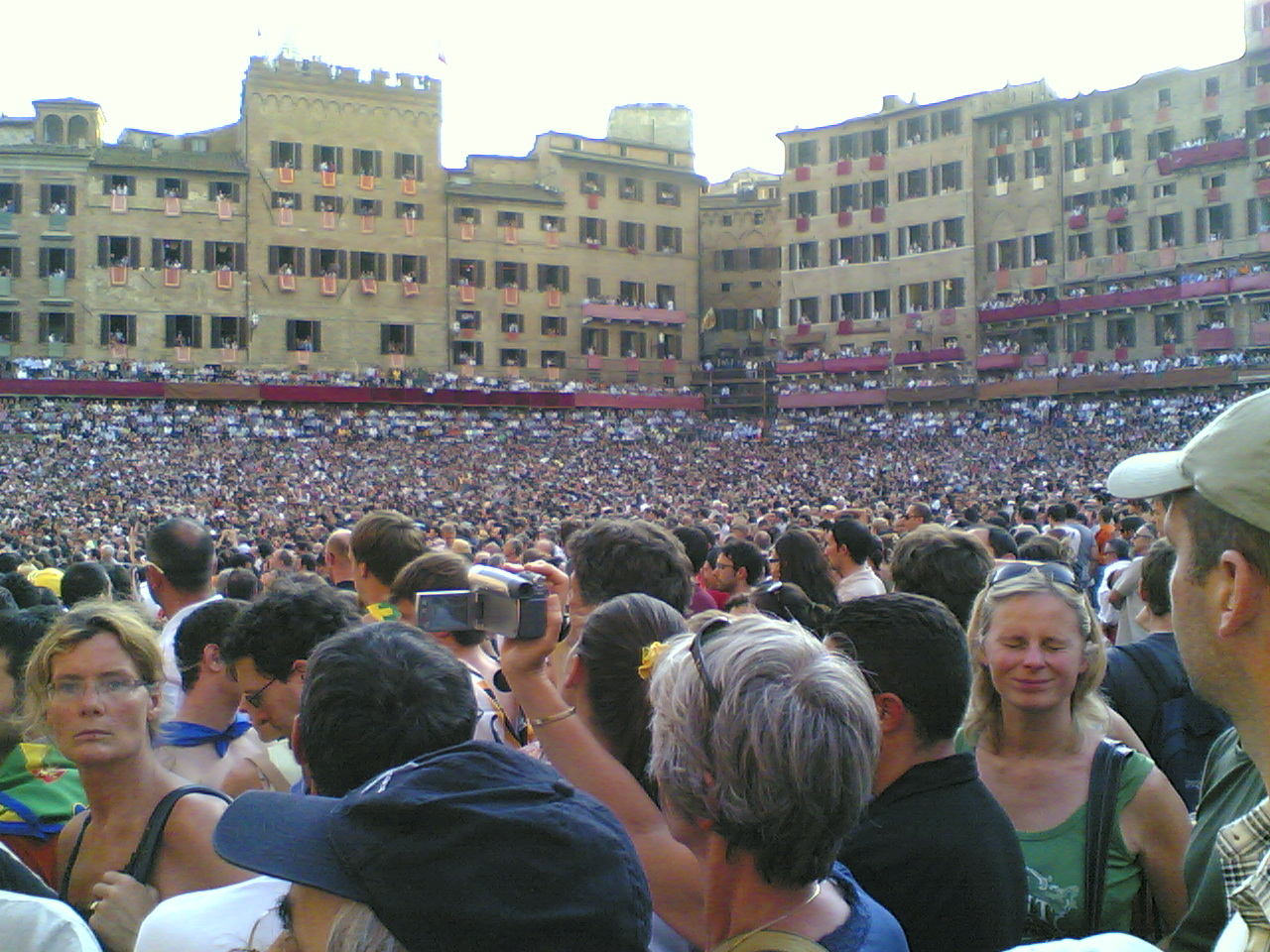
La multitud llena la Piazza del Campo en los instantes anteriores a la partida.
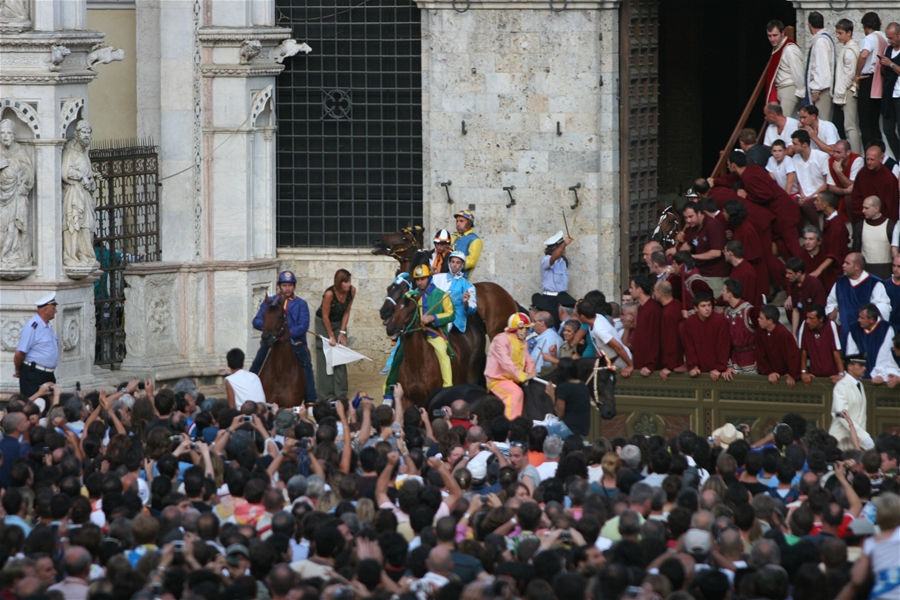
Los caballos salen del Entrone. Un inspector de tránsito le entrega a los jinetes los nerbi.
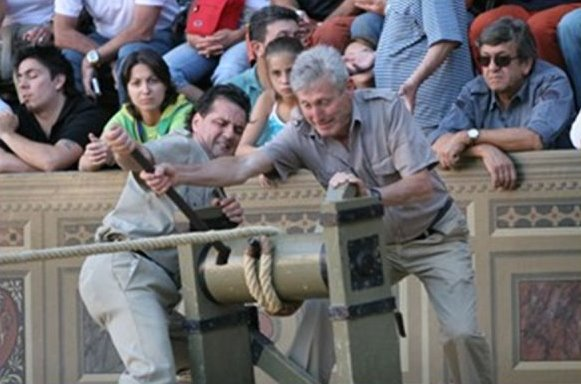
Operarios de la Comuna tienden los Canapi: Falta poco para el inicio.
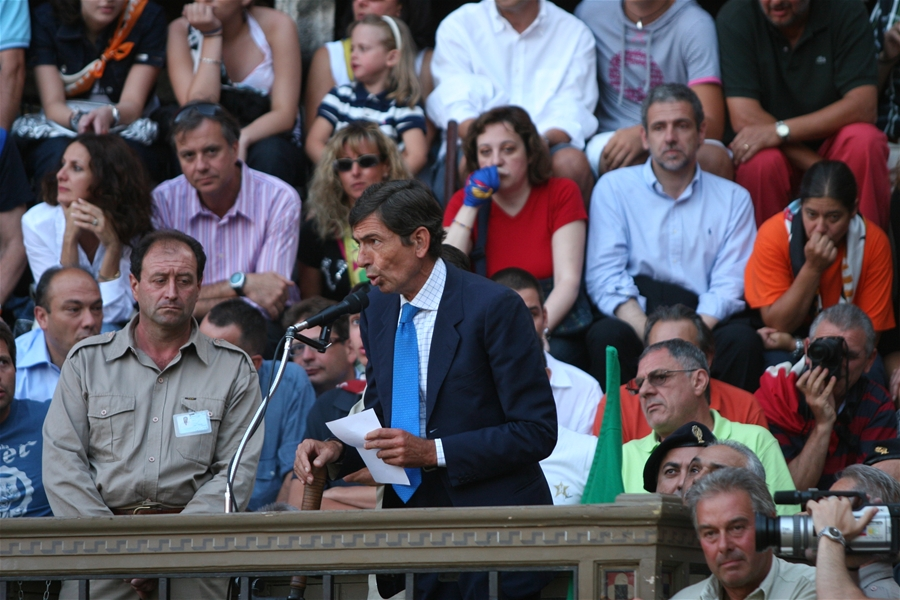
El mossiere desde su puesto invita a las contradas a alinearse.
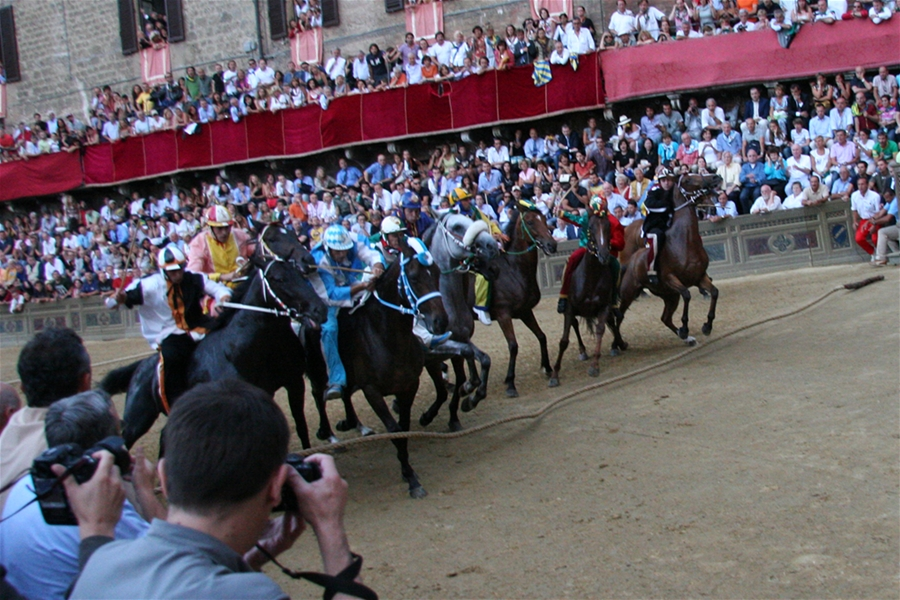
Entra la rincorsa, la mossa es válida: se larga.
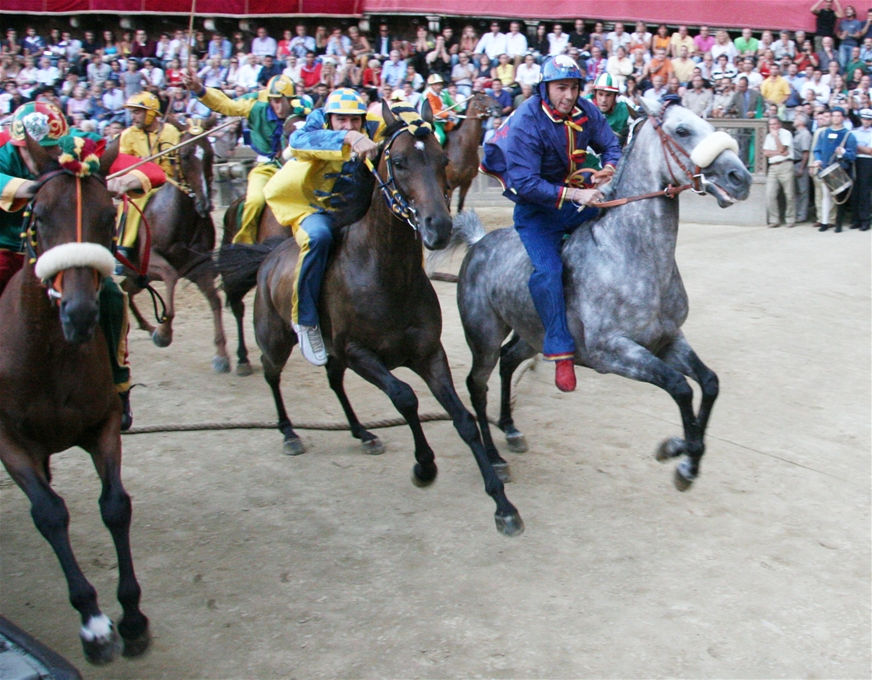
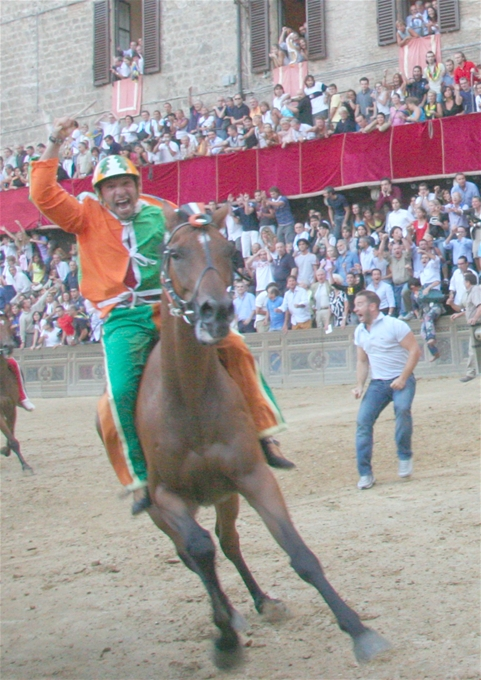
Un jinete festeja su victoria.
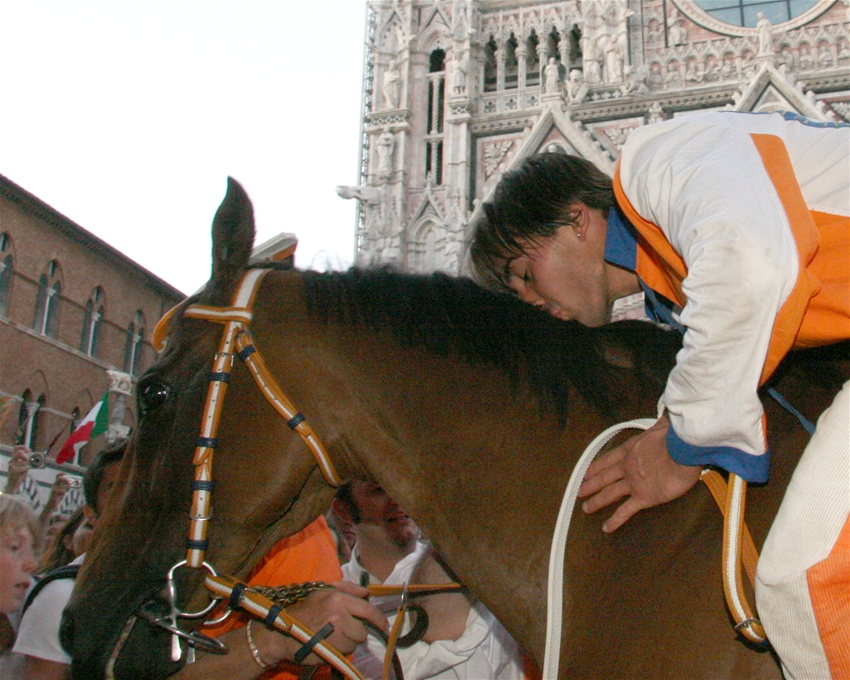
El beso al caballo en señal de gratitud, antes de entrar a la iglesia para el Te Deum.

## Filmografía
- Palio, de Alessandro Blasetti (1932)
- La ragazza del Palio, de Luigi Zampa (1957)
- Bianco rosso celeste - cronaca dei giorni del Palio di Siena, de Luciano Emmer (1963)
- Il bianco e il nero - Tutti i colori del Palio di Siena, de Anton Giulio Onofri (2002)
- Bajo el sol de la Toscana de Audrey Wells (2003) tiene algunas escenas referidas a la carrera
- The Last Victory, de John Appel (2004)
- Visioni di Palio, de Anton Giulio Onofri (2004)
- Piazza delle Cinque Lune, di Renzo Martinelli (2006)
- Quantum of Solace, de Marc Forster (2008)